# Jane Birkin - Serge Gainsbourg
Jane Birkin - Serge Gainsbourg (também conhecido como Je t'aime... moi non plus) é um álbum com duetos e performances solo de Serge Gainsbourg e Jane Birkin. Foi lançado em 1969 e incluiu o hit mundial "Je t'aime... moi non plus", que alcançou notoriedade por sua letra picante e gemidos que simulam uma relação sexual.

## Faixas
Letra e música de Serge Gainsbourg
1. "Je t'aime... moi non plus" (4:23) vocal de Jane Birkin e Serge Gainsbourg
2. "L'anamour" (2:17) vocal de Serge Gainsbourg
3. "Orang-outang" (2:28) vocal de Jane Birkin
4. "Sous le soleil exactement" (2:52) vocal de Serge Gainsbourg
5. "18-39" (2:39) vocal de Jane Birkin
6. "69 année érotique" (3:21) vocal de Jane Birkin e Serge Gainsbourg
7. "Jane B" (3:09) vocal de Jane Birkin
8. "Elisa" (2:31) Serge Gainsbourg
9. "Le canari est sur le balcon" (2:20) vocal de Jane Birkin
10. "Les sucettes" (2:37) vocal de Serge Gainsbourg
11. "Manon" (2:41) vocal de Serge Gainsbourg